# Pióro (Nosal)
Pióro (1003 m n.p.m.) – skała pod północno-wschodnim ramieniem Nosala w polskich Tatrach Zachodnich. Ramię to opada do Doliny Olczyskiej pasem skał wapiennych o pionowych ściankach wysokości do kilkunastu metrów. Na najbardziej w stronę tej doliny wysuniętej wypukłości grzbietu wznosi się skała Pióro. Ma postać ostrej skalnej iglicy. Najlepiej jest widoczna z najniższej części doliny.
Władysław Cywiński w 13 tomie przewodnika Tatry pisze: Nazwa tej iglicy – to jeden z klasycznych przykładów „wędrujących błędów”. Na niektórych mapach jest opisana jako Baba, na innych umieszczono obydwie nazwy w pasie skał nad Doliną Olczyską. Na przeciwległym zboczu Małego Kopieńca znajduje się podobna kształtem skała Chłopek, stąd też ktoś nazwał Pióro Babą, a ktoś inny chciał koniecznie obydwie nazwy upchnąć na mapie. Tymczasem Baba to synonim Pióra.
Kilkadziesiąt metrów poniżej turni i na wschód od niej prowadzi zielono znakowany szlak turystyczny z Jaszczurówki na Polanę Olczyską. Z większości miejsc tego szlaku Pióro jest jednak niewidoczne, znajduje się bowiem w lesie. Bliżej skały przebiega nieznakowana ścieżka leśna, przecinająca dalej polanę Brylówkę. Pod Piórem znajduje się przy niej w niewielkiej nyży skalnej święta figurka.